# 23. honvedski pehotni polk (Avstro-Ogrska)
Za druge 23. polke glejte 23. polk.
23. honvedski pehotni polk (izvirno nemško k.u. Landwehr Infanterie Regiment Nr. 23; dobesedno slovensko: Cesarsko-madžarski honvedski pehotni polk št. 23) je bil pehotni polk avstro-ogrskega Honveda.

## Zgodovina
Polk je bil ustanovljen leta 1886.

### Prva svetovna vojna
Polkovna narodnostna sestava leta 1914 je bila sledeča: 69% Romunov, 25% Nemcev in 6% drugih.

## Poveljniki polka
- 1914: Desiderius Szotak[4]